# Søren Abildgaard
Søren Pedersen Abildgaard (18 de febrero de 1718 - 2 de julio de 1791) fue un naturalista, escritor e ilustrador danés. 

## Biografía
Abildgaard nació en Flekkefjord, Noruega, y murió en Copenhague, Dinamarca. Viajó por toda Dinamarca para crear dibujos de sus lápidas, runas y otros monumentos históricos. Entre 1753 y 1754 fue ilustrador y pintor en la expedición del historiador Jacob Langebek por Suecia y las provincias bálticas. También se le recuerda por sus estudios de las condiciones y fenómenos topográficos y geológicos.
De 1755 a 1778 trabajó como dibujante maestro en el Royal Gehejmearkivet de Copenhague. Sus dibujos se conservan actualmente en el Museo Nacional de Dinamarca y en el Museo Frederiksborg de Hillerød y se consideran fuentes importantes para la investigación anticuaria.
Estaba casado con Anne Margrethe Bastholm y tenía dos hijos, Nikolai Abraham Abildgaard (1744-1809) y Peter Christian Abildgaard (1740-1801).